# Robert Motherwell

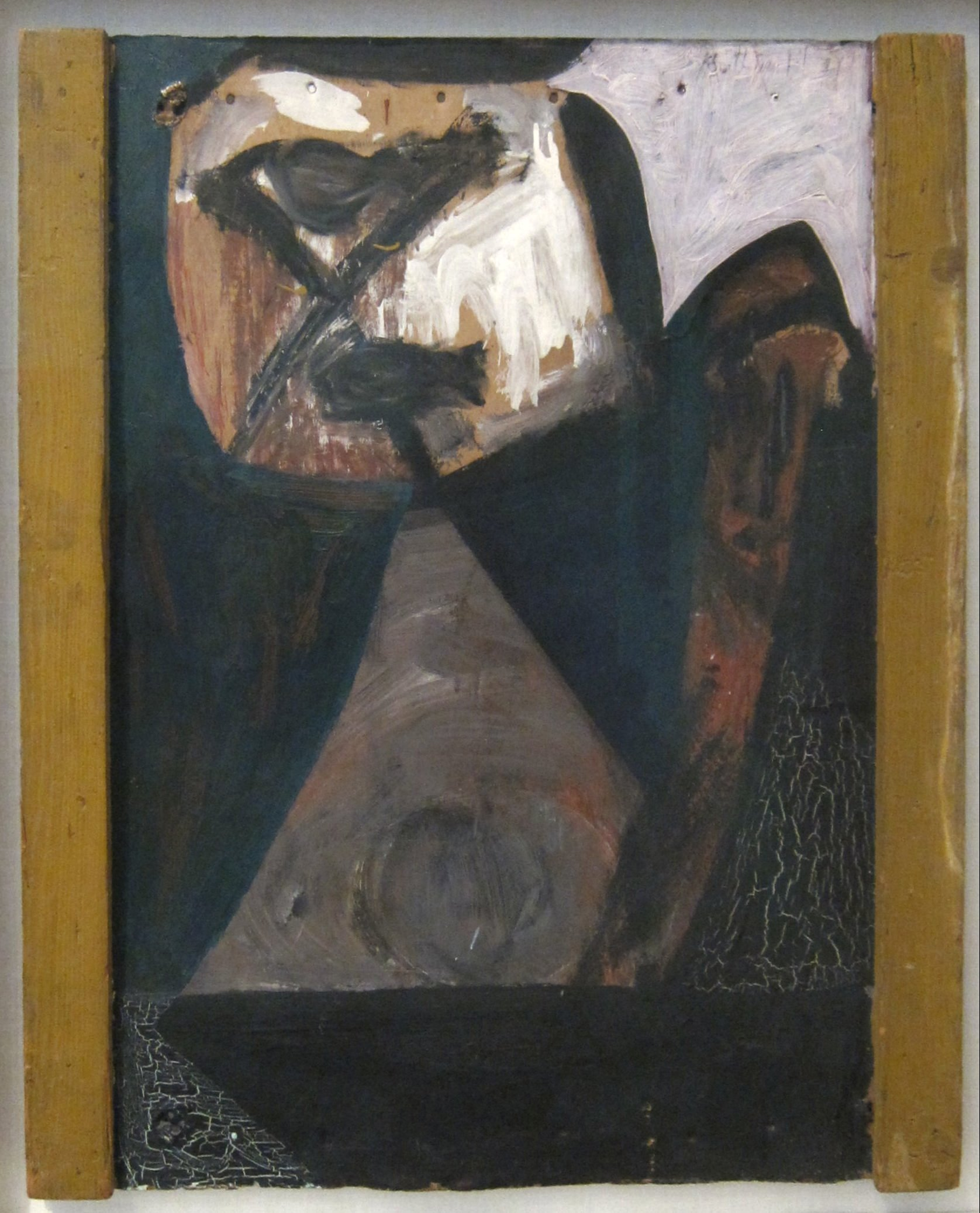
Ulises (1947), praca w zbiorach Tate Modern

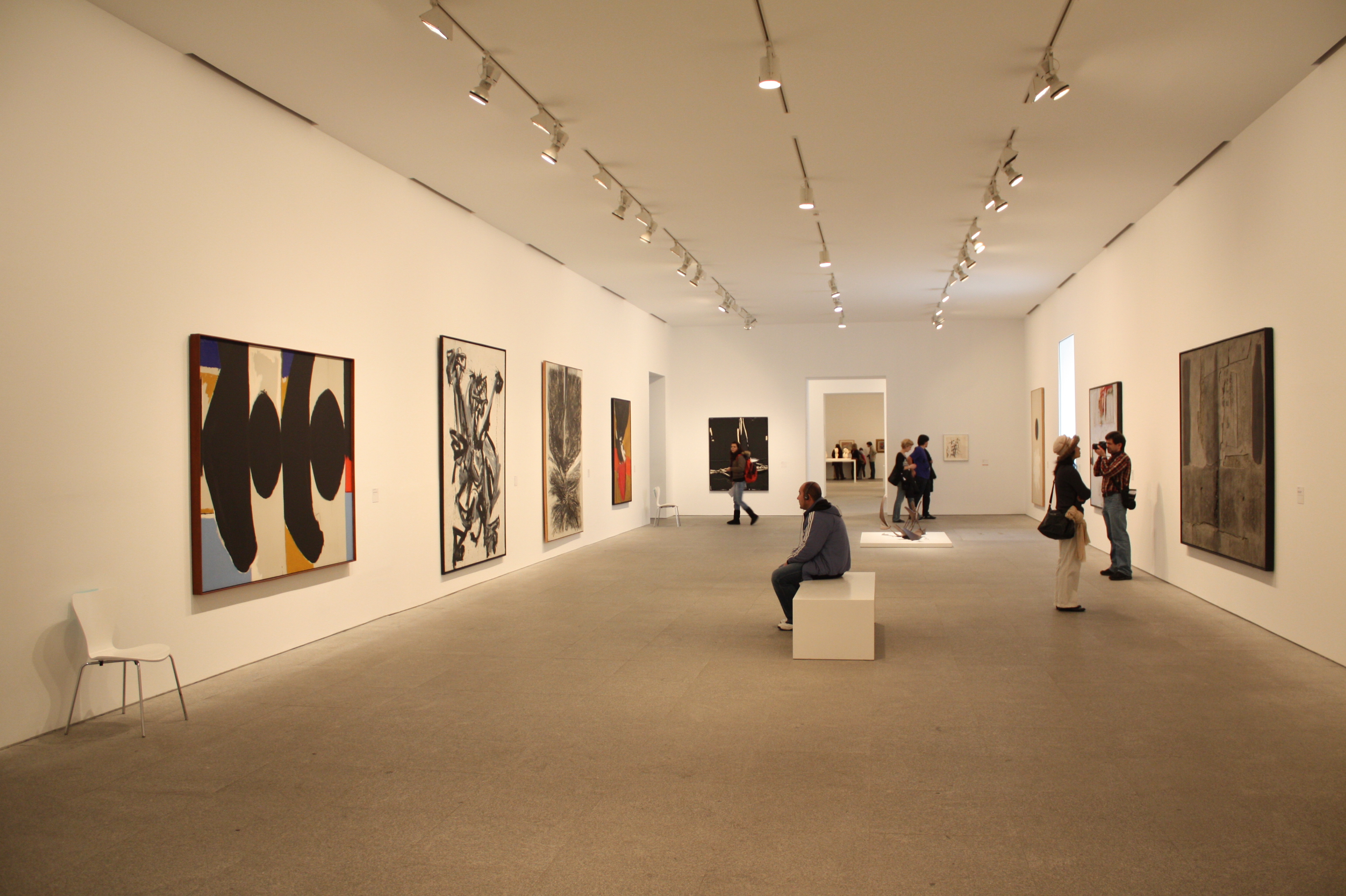
Obraz artysty w Muzeum Królowej Sofii

Robert Motherwell (ur. 24 stycznia 1915 w Aberdeen, zm. 16 lipca 1991 w Provincetown) – amerykański malarz, przedstawiciel ekspresjonizmu abstrakcyjnego.
Jego prace to np. Elegia o Republice Hiszpańskiej (1949—1976), seria ponad 100 obrazów poświęconych hiszpańskiej wojnie domowej.